# タジキスタンの国章
タジキスタンの国章（タジキスタンのこくしょう）は、ソビエト連邦の一部であるタジク・ソビエト社会主義共和国が1991年のソビエト連邦の崩壊まで使っていた国章を手直ししたものである。
タジキスタンの国章は、ロシア帝国による併合・十月革命・ソビエト連邦の崩壊より前に遡る伝統は有しないため、ソビエト連邦の国章のデザインの影響を強く残している。
エンブレムの中央にある王冠はタジキスタンの国旗に使われているものと同じもので、ペルシャ語で王冠を意味する「タージ」（Taj）からタジク人という名が生まれたという通説に基づき王冠を国のシンボルとして扱っている。エンブレムの下部には開いた本が、その上にはパミール高原の山々が描かれ、その上に昇る赤い朝日から放たれる光線が王冠を照らしている。エンブレムの周囲は、向かって左には木綿、右には小麦というタジクの主な農作物の束が囲み、赤・白・緑という国の色のリボンで巻かれている。

## 過去の国章
ソ連から独立した当初（1992年-1993年）のタジキスタン共和国の国章は現在の国章とは大きく異なっていたが、エモマリ・ラフマノフが権力を握ってから変更された。当初の国章は木綿がなく小麦の穂が囲むエンブレムで、パミール山脈や朝日や王冠といった要素は変わらないが、青空をバックに翼をもつ金色の獅子が描かれていた。このシンボルは、イランが1979年のイラン革命以前に国旗や赤十字社のイラン版・赤獅子太陽社などに用いていた「太陽を背負った獅子」のシンボルと共通点を持つ。
ソ連時代のタジク共和国の国章は、赤い星に鎌とハンマーが描かれ、「万国の労働者団結せよ」のスローガンがロシア語とタジク語で書かれた赤いリボンが小麦と木綿の束を巻く、ソビエト連邦の国章に類似したデザインだった。

タジク自治ソビエト社会主義共和国の国章（タジクASSR、ウズベク・ソビエト社会主義共和国の一部、1924年-1929年）
タジク・ソビエト社会主義共和国の国章（1929年-1931年）
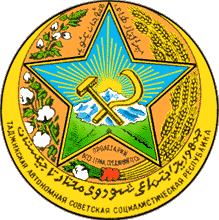
タジク・ソビエト社会主義共和国の国章（1931年）
タジク・ソビエト社会主義共和国の国章（1931年-1935年）
タジク・ソビエト社会主義共和国の国章（1936年）
タジク・ソビエト社会主義共和国の国章（1936年-1992年）
タジキスタンの国章 （1992年-1993年）